# Fumaria atlantica
Fumaria atlantica là một loài thực vật có hoa trong họ Anh túc. Loài này được Coss. & Durieu ex Hausskn. mô tả khoa học đầu tiên năm 1873.